# 4-я танковая бригада (1-го формирования)
4-я легкотанковая бригада (4лтбр) — воинское соединение в РККА Вооружённых Сил СССР до и во время Великой Отечественной войны.

## 1-е формирование
5 апреля 1938 г. Генеральный штаб РККА издал директиву № М1/00666 о переименовании 45-го механизированного корпуса в 25-й танковый корпус. 133-я механизированная бригада переименована в 4-ю легкотанковую бригаду.
Корпус дислоцирован в городе Бердичев Житомирской области. Бердичев находится между городами Житомир и Винница.
4-я лтбр в составе 25-го тк участвовала в военном походе в сентябре-октябре 1939 года в восточных районах Польши. 16 сентября 25-й тк вошёл в состав Каменец-Подольской армейской группы Украинского фронта.
25 сентября 25-й тк передислоцирован в м.Комарно.
25 октября 4-я лтбр получил новое место постоянной дислокации г. Староконстантинов.
Весной 1940 бригада передана в Одесский военный округ, дислоцировалась она в г.Первомайск (см. Николаевская область).
В июне-июле 1940 бригада принимала участие в составе 9-й армии Южного фронта в военном походе в Бессарабию, оккупированную Румынией. 10 июля 1940 управление 9-й армии расформировано.
Летом 1940 бригада переформирована в 11-ю танковую дивизию 2-го механизированного корпуса.
Управление бригады находилось:
- в г.Бердичев (1938- сентябрь 1939)
- в военном походе
- в г.Комарно (октябрь 1939 — весна 1940)
- в г.Первомайск (весна 1940 — июнь 1940)
- в г.Бендеры (июнь-июль 1940) во время военного похода
- в г.Тирасполь переформирована в 11-ю тд 2-го мк (лето 1940).

## Подчинение
- Киевский военный округ (5.04 — 26.07.1938).
- Житомирская армейская группа Киевского Особого военного округа (26.07.1938 — 1.07.1939).
- Кавалерийская армейская группа Киевского Особого военного округа, (1.07.1939 — 16.09.1939).
- Каменец-Подольская армейская группа Украинского фронта (16.09.1939 — 20.09.1939).
- Южная армейская группа Украинского фронта(20.09.1939 — 24.09.1939).
- 12-я армия Украинского фронта (24.09.1939 — 28.09.1939), (2с).
- Кавалерийская армейская группа Киевского Особого военного округа (28.09.1939 — 20.06.1940)
- Киевский ОВО (октябрь 1939 — весна 1940);
- Одесский ВО (весна 1940 — июнь 1940);
- 9-я армия Южного фронта, (июнь-июль 1940).
- в г. Тирасполе переформирована в 11-ю тд 2-го мк (лето 1940).

## Полное название
4-я легкотанковая бригада

## Командование
Командиры бригады:
- Яркин, Иван Осипович, командир бригады, полковник, (5 апреля 1938 — апрель1939),
- Поликарпов, Александр Георгиевич, командир бригады, (23.08.1939 — 10.08.1940), полковник, с 4.11.39 г. комбриг.

Заместители командира бригады по политической части, военные комиссары бригады:
- Верещагин, Иван Филиппович, военный комиссар бригады, полковой комиссар (до 11.04.39 г.),
- Бахтин, Иван Захарович, военный комиссар бригады, батальонный комиссар, затем полковой комиссар (утверждён 17.06.39 г., до 3.06.40 г.).

Начальники штаба бригады:
- Логинов, Тимофей Андреевич, майор, (предположительно октябрь с 1934 — арестован 23.06.38),
- Левский Михаил Ильич, начальник штаба, полковник (предположительно с июня 1938 — до 11.07.40 г.).

## Состав
С 1938 г.:
- 42-й отдельный танковый батальон
- 43-й отдельный танковый батальон
- 46-й отдельный танковый батальон
- 48-й отдельный танковый батальон
- 71-й учебный танковый батальон
- 214-й отдельный разведывательный батальон
- 309-й автотранспортный батальон
- 252-й ремонтно-восстановительный батальон
- 76 отдельная рота связи
- 42 саперная рота

## Боевая деятельность
1938 год
5 апреля
Проведена перенумерация соединений в автобронетанковых войсках. 45-й мехкорпус переименован в 25-й танковый корпус, 133-я механизированная бригада стала называться 4-я легкотанковая бригада. Бригада дислоцировалась в г.Бердичев Житомирской области Украинской ССР в КОВО.
Командир бригады полковник, И. О. Яркин
Начальник штаба бригады майор Т. А. Логинов
23 июня начальник штаба бригады майор Т. А. Логинов арестован.
26 июня Киевский военный округ преобразован в Киевский Особый военный округ. В округе образованы четыре армейские группы. 25-й тк вошёл в состав Житомирской армейской группы.
- командир бригады полковник И. О. Яркин
- начальник штаба бригады полковник М. И. Левский.

В 1938 изменилась организационно-штатная структура бригады, подразделения пополнились боевой техникой и личным составом:
- 42-й отдельный танковый батальон
- 43-й отдельный танковый батальон
- 46-й отдельный танковый батальон
- 48-й отдельный танковый батальон
- 71-й учебный танковый батальон
- 214-й отдельный разведывательный батальон
- 309-й автотранспортный батальон
- 252-й ремонтно-восстановительный батальон
- 76-я отдельная рота связи
- 42-я сапёрная рота

На вооружении бригада имели быстроходные лёгкие танки БТ (См. БТ-7 и БТ-5).
1939 год
1 января
4-я легкотанковая бригада 25-го тк дислоцировалась в Киевском ОВО. Управление бригады в г. Бердичев.
- командир бригады полковник И. О. Яркин
- военный комиссар бригады полковой комиссар И. Ф. Верещагин (до 11.04.39 г.)
- начальник штаба бригады полковник М. И. Левский

17 июня
- Бахтин, Иван Захарович батальонный, военный комиссар бригады, полковой комиссар (утверждён 17.06.39 г.).

1 сентября началась германо-польская война.
16 сентября Кавалерийская армейская группа переименована в Каменец-Подольскую армейскую группу, командующий войсками группы командарм 2 ранга И. В. Тюленев. 25-й танковый корпус вошёл в состав Каменец-Подольской армейской группы Украинского фронта.
17 сентября начался освободительный поход Красной Армии в Западную Украину и Западную Белоруссию, находившихся в составе Польши.
4-я легкотанковая бригада в составе 25-го танкового корпуса принимала участие в освободительном походе рабочих и крестьян от гнёта капиталистов и помещиков в сентябре 1939 года в восточные районы Польши.
С 20 сентября 25-й тк в составе Южной армейской группы.
С 24 сентября 25-й тк в составе 12-й армии.
В составе Действующей армии 25-й тк находился 17-28.09.1939.
28 сентября 12-я армия разделена на 12-ю армию и Кавалерийскую армейскую группу.
1940 год
На 1 марта в бригаде было 167 быстроходных лёгких танков БТ.
9 июня. Планирование освободительного похода
Советское правительство и командование Красной Армии начали планирование освободительного похода в Бессарабию.
10 июня
В 0.35-1.00 начальник Генштаба РККА Маршал Советского Союза Шапошников Борис Михайлович направил командующим войсками Киевского Особого военного округа генералу армии Жукову Георгию Константиновичу и Одесского военного округа генерал-лейтенанту Болдину Ивану Васильевичу шифротелеграммы. В шифротелеграммах приказывалось привести в готовность управления стрелковых корпусов с корпусными частями, стрелковые дивизии, танковые бригады, артполки РГК и все понтонные средства.
Военный совет КиевВО после получения директивы в течение 15 минут оповестил войска о приведении в боевую готовность.
В 11.20-11.30 начальник Генштаба РККА направил командующему войсками ОдВО генерал-лейтенанту Болдину Ивану Васильевичу совершенно секретную директиву № ОУ/583, согласно которой требовалось: Походным порядком сосредоточить в новые районы части и Управление штаба 9-й армии, выделяемое округом — с. Гросулово к утру 15 июня.
Военный совет КиевВО в 15.04-21.45 10 июня отдал приказы командирам соединений и воинских частей о сосредоточении.
11 июня войска КОВО и ОдВО под видом учебного похода начали сосредоточение, которое должно было завершиться 24 июня.
15 июня Черноморский флот был приведён в повышенную боевую готовность.
Полевое управление штаба 9-й армии сосредоточилось в с. Гросулово к утру 15 июня. 4-я лтбр выдвигалась в район сосредоточения на западную границу.
20 июня. Из войск Одесского ВО и войск прибывавших из других округов формировалась 9-я армия. Управление 5-го кк, 9-я кд и 32-я кд, 4-я легкотанковая бригада и 14-я тяжёлая танковая бригада сосредотачивались в районе Карманово, Павловка, Кассель.
23 июня командующий войсками Южного фронта доложил наркому обороны: Танковые войска: из трёх танковых бригад сосредоточились 4-я лтбр, 14-я ттбр начала прибывать 21.6, выгрузилось 6 эшелонов. О 21-й тбр сведений нет.
27 июня. Командиры корпусов, дивизий, бригад проработали на местности с командирами полков, батальонов и рот вопросы занятия исходного положения, организации предстоящего наступления, взаимодействия родов войск, управления, связи, устройства тыла и действий на ближайший этап операции. Вечером почти все войска Южного фронта были сосредоточены и развёрнуты в соответствии с планом командования. В районе Карманово, Павловка, Кассель развёрнуты 4-я лтбр и 14-я ттбр, 5-й кк. Сосед 5-го кк слева 55-й ск развёрнут: управление в г. Одесса.
28 июня. Освободительный поход в Бессарабию
В 6.30 в Москву поступила сводка штаба 9-й армии:
— в течение ночи 27-28 июня войска 9-й армии заняли исходное положение,
— ведётся подготовка к переправам и оборудование огневых позиций и командных пунктов,
— 71-й отдельный танковый батальон 4-й лтбр, перейдя в подчинение командира 37-го ск, занял исходное положение в районе с. Ташлык.
В 11.00 после получения ответа румынского правительства советские войска получили новую задачу — без объявления войны занять Бессарабию и Северную Буковину. Военный совет Южного фронта отдал войскам директиву № А00149, которой поставил новую задачу войскам Южного фронта — быстрым выдвижением к р. Прут закрепить за СССР территорию Буковины и Бессарабии.
Командующий войсками 9-й армии генерал-лейтенант И. В. Болдин по приказу командования сосредоточивал в первом эшелоне моторизованные части. Остальные силы 35-го ск должны были занять — 173-й сд с 4-й легкотанковой бригадой г. Кишинёв; главными силами 95-й сд — район Карпинени. Штаб дививзии-95 — Карпинени. Штаб корпуса-35 — Кишинёв. Граница слева — Тирасполь, Селемет, Цыганка.
В 13.15 командующий войсками 9-й армии издал боевой приказ № 2, уточнявший задачи войск, в котором 4-я лтбр к вечеру 28.6 должна была полностью сосредоточиться в г.Кишинёв.
В 14.00 войска Южного фронта начали операцию по занятию территории Северной Буковины и Бессарабии.
У м. Григориополя к 20.30 завершили переправу главные силы 173-й сд, а 15-я мд и 4-я лтб с 20.00 начали переправу южнее Ташлыка. В 22.00 передовые части 15-я мд и 4-я лтб вступили в г. Кишинёв.
29 июня
В течение ночи в г. Кишинёв подтянулись главные силы 15-й мд, 4-й лтбр, передовой отряд 95-й сд из 35-го ск и подвижный отряд 51-й сд.
В 5.10 штаб 9-й армии для выполнения директивы командования фронта издал боевой приказ № 3:
- 9-я армия 29.6 подвижными частями выходит на рубеж Пырлица, Ганчешты, Дезгинже.
- 173-я сд и 4-я лтб находятся в г. Кишинёве.[1]

Утром 29 июня войска Южного фронта возобновили продвижение вперёд.
15-я мд в 6.00 выступила из Кишинёва. Управление 35-го ск, 173-я сд и 4-я лтбр полностью сосредоточились в Кишинёве. Из состава танковой бригады через с. Ганчешты к переправе у с. Фэлчиу был направлен 46-й танковый батальон, который к исходу дня сосредоточился в Кании, где контролировал отход румынских войск. 95-я стрелковая дивизия к исходу дня достигла района с. Милешты, с. Костешты.
В течение дня штаб 9-й армии передислоцировался в Тирасполь.
30 июня
6.00. В центральной части Бессарабии войска 35-го ск походными колоннами двигались на запад.
17.00. Передовой отряд 95-й сд 35-го ск на автомашинах достиг берега р. Прут и занял м. Леово.
С 20.00 батальон 321-го моторизованного полка 15-й мд и танковый батальон 14-го танкового полка 15-й мд контролировали переправу в г.Унгены. Передовая танковая рота в 20.00 заняла переправу у с. Петрешты. 46-й танковый батальон 4-й лтбр и 9-я стрелковая рота 15-й мд вступили в с.Скуляны.
22.00. 35-й ск выполнил поставленную задачу — занял и закрепился по р. Прут на участке (иск.) с. Скулени, с. Цыганка, имея основные силы 15-й мд в с. Пырлица, 95-й сд в с. Ганчешты.
2 июля
5.00. Главные силы 95-й сд 35-го ск к 5.00 сосредоточились в районе с. Карпинен, а передовой отряд продолжал контролировать берег Прута от с. Леушени до с. Леово. В с. Фэлчиу находился 46-й танковый батальон 4-й легкотанковой бригады.
В 9.00 136-й кп 9-й кд 5-го кк выступил из с. Чимишлии к переправе у с. Фэлчиу.
3 июля. Окончание освободительного похода в Бессарабию
В 14.00 советско-румынская граница была закрыта. Таким образом войска Южного фронта выполнили поставленную перед ними задачу. 35-й ск в составе 15-й мд, 95-й сд, 173-й сд, 14-й ттбр, 4-й лтбр находился на территории Бессарабии, 15-я мд и 95-я сд с 3 июля охраняли участок границы.
В 14.00 — 16.00 на Соборной площади Кишинёва (в советское время — площадь Победы) состоялся парад советских войск, в котором участвовали части 35-го стрелкового корпуса, 173-й стрелковой дивизии и 4-й легкотанковой бригады (военнослужащих 8 364, танков — 102, орудий — 279, бронемашин — 16, автомашин — 79, тракторов — 108, самолётов — 336). Парадом командовал командующий войсками 9-й армии генерал-лейтенант В. И. Болдин, а принимал его командующий Южным фронтом генерал армии Г. К. Жуков. В параде участвовал танк лейтенанта Балясникова, первым вступивший 28 июня в город. Парад проходил на Александровской улице Кишинёва. Портреты членов Политбюро ЦК ВКП(б), народного комиссара обороны СССР тов. Тимошенко, плакаты, лозунги, красные флаги украшали центральную улицу. Рабочие, служащие, интеллигенция с детьми пришли посмотреть вооружённые силы социалистической Родины. После парада состоялась грандиозная демонстрация местного населения.
32-я кд заняла Абаклию, а 18-й тп дивизии был поэскадронно расположен в Болграде, Рени и Измаиле. К 16.00 136-й кп с батареей полевой артиллерии 108-го кавполка 9-й кд прибыл в Канию, где ему был переподчинен находившийся там 46-й танковый батальон 4-й лтб. После отвода за Прут последних румынских частей румыны привели в непроезжее состояние железнодорожный мост и заминировали мост для колёсного транспорта у Фэлчиу. К исходу дня эскадроны 136-го кп были развёрнуты по реке Прут от м.Леово до Кинии, южнее от с. Гатешт до г. Кагула вдоль реки развернулись эскадроны 86-го кп 32-й кд.
5 июля
В связи с окончанием Бессарабского похода войска Южного фронта были приведены в состояние постоянной боевой готовности мирного времени.
Управление 5-го кавкорпуса находилось в Чимишлии, корпусные части в Романово. 136-й кавполк 9-й кд с батареей полевой артиллерии 108-го кавполка находился в Кании, где в его подчинении был 46-й тб 4-й лтбр.
7 июля
136-й кавполк с батареей полевой артиллерии 108-го кавполка 46-м тб 4-й лтбр находился в Кании.
9 июля было расформировано управление Южного фронта.
10 июля было расформировано управление 9-й армии. Управление 55-го стрелкового корпуса и корпусные части пошли на формирование управления и соответствующих частей 2-го механизированного корпуса. Формировались они в г. Тирасполь. 4-я легкотанковая бригада переформирована в 11-ю танковую дивизию этого мехкорпуса, 43-й и 71-й батальоны бригады пошли на формирование 16-й танковой дивизии в г. Котовске